# Affaire des bébés nés sans bras
L’affaire des bébés nés sans bras est une affaire de santé publique en France qui a été rendue publique à l’été 2018. La « naissance sans bras » ou « agénésie transverse isolée du membre supérieur »  (dite parfois amélie) est une malformation rare : sa prévalence est inférieure à 2 pour 10 000 naissances en Europe. Il s’agit d’une anomalie congénitale de type réductionnel, c’est-à-dire qui se caractérise par l’absence totale ou une malformation importante de l’un des avant-bras de l’enfant. L’affaire des « bébés nés sans bras » procède du fait qu’il a été observé plusieurs séries de naissances d’enfants souffrant de cette agénésie, rapprochées dans le temps et sur des territoires relativement circonscrits. Ces « agrégats » ont été détectées et signalés par différents registres régionaux de malformations congénitales qui ont pour mission d’enregistrer la survenue de ce type d’anomalies afin de contribuer à la vigilance : 
- le registre des malformations en Rhône-Alpes (Remera) a signalé un agrégat de huit cas d’agénésies transverses isolées du membre supérieur observées entre 2009 et 2014 dans un territoire de 17 km de rayon (979,8 km2) dans l’Ain[1], auquel s’ajouteront par la suite cinq autres cas signalés sur la période 2006-2016 ;
- le registre des malformations congénitales en Bretagne (ReMaBreizh) a signalé une série de quatre cas à Guidel, un village du Morbihan, entre 2011 et 2013. D’autres cas de cette époque, à environ 20 km, sont révélés en novembre 2018[3] ;
- la cellule d’intervention en région (Cire) des Pays de la Loire[Note 2] a signalé trois cas survenus à Mouzeil, près de Nort-sur-Erdre, une commune de Loire-Atlantique, entre 2007 et 2008[4].

Ces observations pourraient révéler un facteur tératogène commun auquel auraient été exposées les mères lors de leur grossesse. Elles ont fait l’objet d’enquêtes plus approfondies de l’agence Santé Publique France (SPF), laquelle a conclu que seuls les agrégats du Morbihan et de Loire-Atlantique représentaient de façon significative une anomalie statistique. Cette conclusion a été publiquement et vigoureusement contestée par le Remera en la voix de sa directrice, Emmanuelle Amar, le tout dans un contexte de tensions entre le Remera et les pouvoirs publics : l’INSERM et la région Auvergne-Rhône-Alpes ont annoncé vouloir cesser leur financement de cette structure associative.
À la fin de l’été et à l’automne 2018, une controverse médiatique et scientifique porte sur la validité de la méthodologie statistique employée par SPF, le rôle possible de facteurs environnementaux, dont les produits phytosanitaires, dans l’étiologie de ces agénésies, ou encore sur de possibles tentatives d’étouffer l’affaire voire de démanteler le Remera, considéré comme un lanceur d’alerte. Un comité d’experts scientifiques, commissionné par le gouvernement, conclut à l’absence d’agrégat dans l’Ain sans identifier de cause potentielle pour les autres cas. Cela n’éteint pas la polémique.

## Chronologie
- Entre 2012 et 2014, trois cas d’agénésies des membres supérieurs isolées sont détectés dans une commune du Morbihan, couvert par le Registre des malformations congénitales de Bretagne.
- En septembre 2016[1], le « Remera » (Registre des malformations en Rhône-Alpes) produit un rapport révélant un taux d’« agénésie transverse des membres supérieurs » dans des petits périmètres supérieur à la normale. Cela concerne spécifiquement 7 enfants nés dans l’Ain entre 2009 et 2014 sur une aire de 17,66 km de rayon dont le centre est la commune de Druillat. Selon cette étude, les hypothèses, peut-être environnementales, sur les causes de cet excès ne sont qu’au stade d’ébauche, aucun appui institutionnel n’ayant permis des investigations plus approfondies. L’argument avancé par l’Institut de veille sanitaire, et approuvé par l’association, est que l’ensemble des études portant sur des agrégats de malformations ces quarante dernières années n’ont donné que peu de résultats et ont débouché sur peu d’actions de santé publique. Et l’association de rétorquer que la détection d’agrégats de malformations très spécifiques et rares a permis, par le passé, la mise en évidence de liens, jusqu’alors insoupçonnés, entre des maladies et leurs causes[1].
- Le 4 octobre 2018, l’agence Santé publique France (SPF) clôt l’enquête en remarquant que :
  - le nombre de cas relevés dans l’Ain n’était pas statistiquement supérieur à la moyenne nationale[7] ;
  - Il y a bien un excès de cas en Loire-Atlantique et en Bretagne, mais ces cas restent sans explication car l’enquête n’a identifié aucune cause, y compris environnementale[7].
- Le 4 octobre 2018, Emmanuelle Amar, directrice du Remera, dénonce le rapport de l’agence nationale de santé publique. « On est en train de dire aux familles qu’elles vont rester avec leurs questions, que c’était la faute à pas-de-chance »[8]. Elle est soutenue par des écologistes comme Michèle Rivasi, Yannick Jadot et Corinne Lepage.
- Le 19 octobre 2018, Emmanuelle Amar est en passe d’être licenciée[7].
- Le 30 octobre, un huitième cas est signalé à Villars-les-Dombes, commune très proche de l’agrégat signalé par le Remera[9],[10].
- Le mardi 6 novembre 2018, lors d’une réunion entre les familles touchées par le problème et les autorités sanitaires à Guidel, dans le Morbihan, des personnes des communes aux alentours également touchés, dont une fillette de Calan, à 20 km, née en novembre 2011, n’a pas de main droite, assistent à la réunion et déclarent être étonnés de ne pas avoir été comptabilisés[3].
- En octobre 2018, la Revue du praticien publie un résumé de l’affaire[11]. En mars 2019, une réponse de la présidente du conseil scientifique du registre Remera[12] annonce 5 cas supplémentaires en dehors du cluster, ce qui suscite le doute sur l’existence d’un cluster[13].
- À la demande du gouvernement, un comité d’experts scientifiques (CES) indépendant, présidé par la professeure d’obstétrique Alexandra Benachi, est constitué avec l’appui de SPF et de l’ANSES. Il est adossé à un comité d’orientation et de suivi (COS), présidé par le sociologue Daniel Benamouzig. Le COS regroupe « l’ensemble des parties prenantes » dont des parents d’enfants atteints et a pour rôle de faire remonter les « questionnements, remarques et suggestions » au CES. Dans un premier rapport publié le 11 juillet 2019[5], sur la base d’un réexamen systématique des données des différents registres, le CES invalide la suspicion d’un agrégat dans l’Ain, arguant notamment l’hétérogénéité des diagnostics, mais la confirme pour les cas de Guidel et réserve ses conclusions, jusqu'à plus ample information, sur les cas de Loire-Atlantique où il n’existe pas de registre des malformations. Sur la base d’une analyse bibliographique des facteurs de risque environnementaux, entamée dans ce premier rapport et qui doit être finalisée dans un second à venir, le CES recommande de ne pas lancer d’enquête épidémiologique de grande ampleur sur ce type de malformations mais de renforcer la recherche scientifique sur ce sujet.

## Épidémiologie
Selon l’agence Santé publique France, il y aurait dans toute la France moins de 150 cas par an et il y eut, dans l’Ain, sept cas entre 2009 et 2014,, en Loire-Atlantique, 3 cas entre 2007 et 2008 et, en Bretagne, 4 cas entre 2011 et 2013.

### Validité statistique des cas de l'Ain
Selon le Remera, le nombre de cas d’anomalie constitue un agrégat (ou cluster) significatif. Selon l’Agence nationale de santé publique (Santé publique France), ce nombre n’est pas statistiquement significatif à l’échelle nationale.
Selon Jean R. Lobry, professeur de statistique à l’université Lyon I, le nombre de cas d’anomalie n’est pas significatif à l’échelle du département. À l’échelle de la zone définie par l’association Remera (67 communes, 979,8 km2, 17 % du département de l’Ain) et pendant la période mentionnée (entre 2009 et 2014), les sept cas d’anomalie représentent 5,15 % des naissances. La probabilité d’obtenir un tel chiffre par le pur fruit du hasard n’est pas nulle.
Par la suite, la naissance du huitième enfant est signalée ultérieurement à Villars-les-Dombes,. Il ne peut pas cependant y avoir de modification des conclusions des analyses statistiques ci-dessus. En effet, à la suite d’une médiatisation d’une affaire de santé, il est toujours constaté l’augmentation du nombre de cas recensés. Cette augmentation est due majoritairement à l’amélioration de la détection et non au phénomène étudié. C’est notamment le cas des cancers de la thyroïde surnuméraire détectés après les catastrophes nucléaires de Tchernobyl et Fukushima,.

## Causes possibles
Il n’y a que peu d’enquêtes sur les causes possibles de ce type de malformation. Cependant, en 2007, l’épidémiologiste Dorothy Kim Waller a étudié 10 249 femmes qui ont accouché entre 1997 et 2002 aux États-Unis. Les chercheurs listent six causes :
1. Une infection virale aiguë comme la rubéole ;
2. une allergie médicamenteuse ;
3. la consommation d’alcool ;
4. un diabète de type 2 ;
5. la maladie des brides amniotiques. Mais ce type de malformation des membres n’est pas considérée comme une agénésie isolée car elle est très souvent associée à d’autres problèmes – « une pathologie rare qui, selon les hypothèses des chercheurs, serait déclenchée par une rupture précoce de la paroi chorio-amniotique (ce qui forme, plus tard dans la grossesse, le placenta) »[18] ;
6. une anomalie génétique. Mais c’est un facteur rarissime.

En 2013, l’INSERM publie une étude ajoutant une possible septième cause : l’influence des perturbateurs endocriniens, notamment les pesticides.